# Droß
Droß (Dross) är en ort och kommun  i Österrike. Den ligger i distriktet Krems i förbundslandet Niederösterreich, 65 km väster om huvudstaden Wien. 
Kommunen består av två orter (Ortschaften) (inom parentes invånarantal 1 januari 2024):
- Droß (996)
- Droßeramt (27)